# James van Hoften
James Dougal Adrianus van Hoften (Fresno, 11 de junho de 1944) é um ex-astronauta dos Estados Unidos.
Formado em engenharia, fez parte da Marinha dos Estados Unidos como piloto entre 1969 e 1974 e participou na Guerra do Vietnã, como piloto de caça baseado em porta-aviões, participando de mais de sessenta missões de combate. 
Foi selecionado para a NASA em janeiro de 1978, qualificando-se como agosto de 1979. Entre esta época e o voo do primeiro ônibus espacial, em 1981, ele trabalhou no apoio técnico em terra em testes de controle de voo e navegação do protótipo da nave, depois chefiando a equipe de apoio à astronautas.
Van Hoften fez parte de duas missões ao espaço: a primeira em abril de 1984 na STS-41-C Challenger e a segunda em agosto de 1985, na STS-51-I Discovery, que lançou três satélites da órbita terrestre.